# Page and Plant
Page and Plant è il nome utilizzato da Jimmy Page e Robert Plant (entrambi ex Led Zeppelin) per il gruppo formato dai due intorno alla metà degli anni novanta, con il quale hanno inciso due album e diversi singoli, oltre ad aver effettuato diverse tournée. La più famosa collaborazione fra Page e Plant è stata la creazione dell'album No Quarter: Jimmy Page and Robert Plant Unledded con il successivo tour mondiale insieme ad una orchestra orientale trovata in seguito ad un viaggio in Marocco. Questo album comprende sia pezzi inediti sia vecchi brani dei Led Zeppelin modificati.

## Discografia

### Album
- 1995 - No Quarter: Jimmy Page and Robert Plant Unledded
- 1998 - Walking into Clarksdale

### Singoli
- 1994 - The Battle of Evermore (promo)
- 1995 - Four Sticks (promo)
- 1995 - Gallows Pole
- 1995 - Kashmir (promo)
- 1996 - Thank You (promo)
- 1996 - Wonderful One
- 1997 - Most High
- 1998 - Shining in the Light
- 1998 - Sons of Freedom (promo)

## DVD
- 2004 - No Quarter: Jimmy Page and Robert Plant Unledded